# Friedrich Niethammer (Maschinenbauingenieur)
Georg Friedrich Niethammer (* 3. März 1874 in Ilsfeld; † 29. August 1947 in Korntal) war deutscher Maschinenbauingenieur. Er war von 1918 bis zum Ende des Zweiten Weltkriegs Rektor der Deutschen Technischen Hochschule Prag.

## Leben
Niethammer wurde 1874 in Ilsfeld geboren. Der Vater war ein ursprünglich aus der Gegend um Nagold stammender Landwirt, die Mutter entstammte alteingesessenen Ilsfelder Familien. Nach dem Besuch der Technischen Hochschule in Stuttgart promovierte Niethammer 1898 am Polytechnikum in Zürich zum Doktor der Philosophie. Danach arbeitete er in Berlin bei Siemens & Halske und der Union-Elektrizitätsgesellschaft, wo er rasch zum Chefelektriker aufstieg. Ab 1902 war er Professor an der Deutschen Technischen Hochschule Brünn. 1916 wechselte er an die Deutsche Technische Hochschule Prag, deren Rektor er 1918 wurde. Er veröffentlichte zahlreiche Schriften und Lehrbücher zu seinen Forschungsgebieten, darunter zu Gleichstrom- und Wechselstrommaschinen, zum Apparatebau, zum Wesen und Aufbau des Spannungsfaktors bei Wechselstrommaschinen, zur Zickzackstreuung, sowie zu Einphasen- und Mehrphasen-Wechselstromkumulatoren. 
Niethammer gehörte zuerst der Sudetendeutschen Partei an, dann trat er zum 1. April 1939 der NSDAP bei (Mitgliedsnummer 7.165.191). Ferner war er Mitglied im Deutschen Kulturverband und NS-Dozentenbund. Nach dem Zweiten Weltkrieg wurde Niethammer mit seiner Familie interniert, wobei seine Frau Anna geb. Müller und seine Schwiegermutter den Tod fanden. Niethammer zog mit seiner Tochter Anneliese Niethammer nach Korntal, wo er noch ein Elektromaschinenbau-Lehrbuch schrieb und seine Lehrtätigkeit an der Technischen Hochschule Stuttgart fortsetzte, bevor er 1947 starb. In seinem Heimatort Ilsfeld ist heute der Niethammer-Weg nach ihm benannt.